# Liste von Sakralbauten in Baden-Württemberg
Die Liste von Sakralbauten in Baden-Württemberg umfasst die Kirchengebäude, Moscheen, Synagogen, Tempel und ähnliche Sakralbauten in Baden-Württemberg. Die Liste ist systematisch nach Landkreisen und kreisfreien Städten sowie alphabetisch nach Städten und sonstigen Gemeinden unterteilt.

## Systematische Liste

### Regierungsbezirk Freiburg

#### Stadtkreis
- Liste von Sakralbauten in Freiburg im Breisgau

#### Landkreise
- Liste von Sakralbauten im Landkreis Breisgau-Hochschwarzwald
- Liste von Sakralbauten im Landkreis Emmendingen
- Liste von Sakralbauten im Landkreis Konstanz
- Liste von Sakralbauten im Landkreis Lörrach
- Liste von Sakralbauten im Ortenaukreis
- Liste von Sakralbauten im Landkreis Rottweil
- Liste von Sakralbauten im Schwarzwald-Baar-Kreis
- Liste von Sakralbauten im Landkreis Tuttlingen
- Liste von Sakralbauten im Landkreis Waldshut

### Regierungsbezirk Karlsruhe

#### Stadtkreise
- Liste von Sakralbauten in Baden-Baden
- Liste von Sakralbauten in Heidelberg
- Liste von Sakralbauten in Karlsruhe
- Liste von Sakralbauten in Mannheim
- Liste von Sakralbauten in Pforzheim

#### Landkreise
- Liste von Sakralbauten im Landkreis Calw
- Liste von Sakralbauten im Enzkreis
- Liste von Sakralbauten im Landkreis Freudenstadt
- Liste von Sakralbauten im Landkreis Karlsruhe
- Liste von Sakralbauten im Neckar-Odenwald-Kreis
- Liste von Sakralbauten im Landkreis Rastatt
- Liste von Sakralbauten im Rhein-Neckar-Kreis

### Regierungsbezirk Stuttgart

#### Stadtkreise
- Liste von Sakralbauten in Stuttgart
- Liste von Sakralbauten in Heilbronn

#### Landkreise
- Liste von Sakralbauten im Landkreis Böblingen
- Liste von Sakralbauten im Landkreis Esslingen
- Liste von Sakralbauten im Landkreis Göppingen
- Liste von Sakralbauten im Landkreis Heidenheim
- Liste von Sakralbauten im Landkreis Heilbronn
- Liste von Sakralbauten im Hohenlohekreis
- Liste von Sakralbauten im Landkreis Ludwigsburg
- Liste von Sakralbauten im Main-Tauber-Kreis
- Liste von Sakralbauten im Ostalbkreis
- Liste von Sakralbauten im Rems-Murr-Kreis
- Liste von Sakralbauten im Landkreis Schwäbisch Hall

### Regierungsbezirk Tübingen

#### Stadtkreis
- Liste von Sakralbauten in Ulm

#### Landkreise
- Liste von Sakralbauten im Alb-Donau-Kreis
- Liste von Sakralbauten im Landkreis Biberach
- Liste von Sakralbauten im Bodenseekreis
- Liste von Sakralbauten im Landkreis Ravensburg
- Liste von Sakralbauten im Landkreis Reutlingen
- Liste von Sakralbauten im Landkreis Sigmaringen
- Liste von Sakralbauten im Landkreis Tübingen
- Liste von Sakralbauten im Zollernalbkreis

## Alphabetische Liste
Die folgende Auflistung umfasst die Listen von Sakralbauten der baden-württembergischen Städte und Gemeinden (alphabetisch sortiert):
Anmerkung: Städte sind fett dargestellt.

### A
| - Liste von Sakralbauten in Aach - Liste von Sakralbauten in Aalen - Liste von Sakralbauten in Abstatt - Liste von Sakralbauten in Abtsgmünd - Liste von Sakralbauten in Achberg - Liste von Sakralbauten in Achern - Liste von Sakralbauten in Achstetten - Liste von Sakralbauten in Adelberg - Liste von Sakralbauten in Adelmannsfelden - Liste von Sakralbauten in Adelsheim - Liste von Sakralbauten in Affalterbach - Liste von Sakralbauten in Aglasterhausen - Liste von Sakralbauten in Ahorn - Liste von Sakralbauten in Aichelberg - Liste von Sakralbauten in Aichhalden - Liste von Sakralbauten in Aichstetten - Liste von Sakralbauten in Aichtal - Liste von Sakralbauten in Aichwald - Liste von Sakralbauten in Aidlingen - Liste von Sakralbauten in Aitern - Liste von Sakralbauten in Aitrach - Liste von Sakralbauten in Albbruck - Liste von Sakralbauten in Albershausen - Liste von Sakralbauten in Albstadt - Liste von Sakralbauten in Aldingen - Liste von Sakralbauten in Alfdorf - Liste von Sakralbauten in Allensbach - Liste von Sakralbauten in Alleshausen - Liste von Sakralbauten in Allmannsweiler - Liste von Sakralbauten in Allmendingen - Liste von Sakralbauten in Allmersbach im Tal | - Liste von Sakralbauten in Alpirsbach - Liste von Sakralbauten in Altbach - Liste von Sakralbauten in Altdorf (Lkr. Böblingen) - Liste von Sakralbauten in Altdorf (Lkr. Esslingen) - Liste von Sakralbauten in Altenriet - Liste von Sakralbauten in Altensteig - Liste von Sakralbauten in Altheim (Alb) - Liste von Sakralbauten in Altheim (Alb-Donau-Kreis) - Liste von Sakralbauten in Altheim (Lkr. Biberach) - Liste von Sakralbauten in Althengstett - Liste von Sakralbauten in Althütte - Liste von Sakralbauten in Altlußheim - Liste von Sakralbauten in Altshausen - Liste von Sakralbauten in Ammerbuch - Liste von Sakralbauten in Amstetten - Liste von Sakralbauten in Amtzell - Liste von Sakralbauten in Angelbachtal - Liste von Sakralbauten in Appenweier - Liste von Sakralbauten in Argenbühl - Liste von Sakralbauten in Aspach - Liste von Sakralbauten in Asperg - Liste von Sakralbauten in Assamstadt - Liste von Sakralbauten in Asselfingen - Liste von Sakralbauten in Attenweiler - Liste von Sakralbauten in Au (Breisgau) - Liste von Sakralbauten in Au am Rhein - Liste von Sakralbauten in Auenwald - Liste von Sakralbauten in Auggen - Liste von Sakralbauten in Aulendorf |

### B
| - Liste von Sakralbauten in Backnang - Liste von Sakralbauten in Bad Bellingen - Liste von Sakralbauten in Bad Boll - Liste von Sakralbauten in Bad Buchau - Liste von Sakralbauten in Bad Ditzenbach - Liste von Sakralbauten in Bad Dürrheim - Liste von Sakralbauten in Baden-Baden - Liste von Sakralbauten in Badenweiler - Liste von Sakralbauten in Bad Friedrichshall - Liste von Sakralbauten in Bad Herrenalb - Liste von Sakralbauten in Bad Krozingen - Liste von Sakralbauten in Bad Liebenzell - Liste von Sakralbauten in Bad Mergentheim - Liste von Sakralbauten in Bad Peterstal-Griesbach - Liste von Sakralbauten in Bad Rappenau - Liste von Sakralbauten in Bad Rippoldsau-Schapbach - Liste von Sakralbauten in Bad Säckingen - Liste von Sakralbauten in Bad Saulgau - Liste von Sakralbauten in Bad Schönborn - Liste von Sakralbauten in Bad Schussenried - Liste von Sakralbauten in Bad Teinach-Zavelstein - Liste von Sakralbauten in Bad Überkingen - Liste von Sakralbauten in Bad Urach - Liste von Sakralbauten in Bad Waldsee - Liste von Sakralbauten in Bad Wildbad - Liste von Sakralbauten in Bad Wimpfen - Liste von Sakralbauten in Bad Wurzach - Liste von Sakralbauten in Bahlingen am Kaiserstuhl - Liste von Sakralbauten in Baienfurt - Liste von Sakralbauten in Baiersbronn - Liste von Sakralbauten in Baindt - Liste von Sakralbauten in Balgheim - Liste von Sakralbauten in Balingen - Liste von Sakralbauten in Ballendorf - Liste von Sakralbauten in Ballrechten-Dottingen - Liste von Sakralbauten in Baltmannsweiler - Liste von Sakralbauten in Balzheim - Liste von Sakralbauten in Bammental - Liste von Sakralbauten in Bärenthal - Liste von Sakralbauten in Bartholomä - Liste von Sakralbauten in Beilstein - Liste von Sakralbauten in Beimerstetten - Liste von Sakralbauten in Bempflingen - Liste von Sakralbauten in Benningen am Neckar - Liste von Sakralbauten in Berg - Liste von Sakralbauten in Bergatreute - Liste von Sakralbauten in Berghaupten - Liste von Sakralbauten in Berghülen - Liste von Sakralbauten in Berglen - Liste von Sakralbauten in Berkheim - Liste von Sakralbauten in Bermatingen - Liste von Sakralbauten in Bernau im Schwarzwald - Liste von Sakralbauten in Bernstadt - Liste von Sakralbauten in Besigheim - Liste von Sakralbauten in Betzenweiler - Liste von Sakralbauten in Beuren - Liste von Sakralbauten in Beuron - Liste von Sakralbauten in Biberach (Baden) - Liste von Sakralbauten in Biberach an der Riß - Liste von Sakralbauten in Biederbach | - Liste von Sakralbauten in Bietigheim (Baden) - Liste von Sakralbauten in Bietigheim-Bissingen - Liste von Sakralbauten in Billigheim - Liste von Sakralbauten in Binau - Liste von Sakralbauten in Bingen - Liste von Sakralbauten in Binzen - Liste von Sakralbauten in Birenbach - Liste von Sakralbauten in Birkenfeld - Liste von Sakralbauten in Bischweier - Liste von Sakralbauten in Bisingen - Liste von Sakralbauten in Bissingen an der Teck - Liste von Sakralbauten in Bitz - Liste von Sakralbauten in Blaubeuren - Liste von Sakralbauten in Blaufelden - Liste von Sakralbauten in Blaustein - Liste von Sakralbauten in Blumberg - Liste von Sakralbauten in Böbingen an der Rems - Liste von Sakralbauten in Böblingen - Liste von Sakralbauten in Bodelshausen - Liste von Sakralbauten in Bodman-Ludwigshafen - Liste von Sakralbauten in Bodnegg - Liste von Sakralbauten in Böhmenkirch - Liste von Sakralbauten in Böllen - Liste von Sakralbauten in Bollschweil - Liste von Sakralbauten in Boms - Liste von Sakralbauten in Bondorf - Liste von Sakralbauten in Bonndorf im Schwarzwald - Liste von Sakralbauten in Bönnigheim - Liste von Sakralbauten in Bopfingen - Liste von Sakralbauten in Börslingen - Liste von Sakralbauten in Börtlingen - Liste von Sakralbauten in Bösingen - Liste von Sakralbauten in Böttingen - Liste von Sakralbauten in Bötzingen - Liste von Sakralbauten in Boxberg - Liste von Sakralbauten in Brackenheim - Liste von Sakralbauten in Bräunlingen - Liste von Sakralbauten in Braunsbach - Liste von Sakralbauten in Breisach am Rhein - Liste von Sakralbauten in Breitingen - Liste von Sakralbauten in Breitnau - Liste von Sakralbauten in Bretten - Liste von Sakralbauten in Bretzfeld - Liste von Sakralbauten in Brigachtal - Liste von Sakralbauten in Bruchsal - Liste von Sakralbauten in Brühl - Liste von Sakralbauten in Bubsheim - Liste von Sakralbauten in Buchen (Odenwald) - Liste von Sakralbauten in Buchenbach - Liste von Sakralbauten in Buchheim - Liste von Sakralbauten in Buggingen - Liste von Sakralbauten in Bühl - Liste von Sakralbauten in Bühlertal - Liste von Sakralbauten in Bühlertann - Liste von Sakralbauten in Bühlerzell - Liste von Sakralbauten in Burgrieden - Liste von Sakralbauten in Burgstetten - Liste von Sakralbauten in Burladingen - Liste von Sakralbauten in Büsingen am Hochrhein |

### C
| - Liste von Sakralbauten in Calw - Liste von Sakralbauten in Cleebronn | - Liste von Sakralbauten in Crailsheim - Liste von Sakralbauten in Creglingen |

### D
| - Liste von Sakralbauten in Dachsberg (Südschwarzwald) - Liste von Sakralbauten in Daisendorf - Liste von Sakralbauten in Dauchingen - Liste von Sakralbauten in Dautmergen - Liste von Sakralbauten in Deckenpfronn - Liste von Sakralbauten in Deggenhausertal - Liste von Sakralbauten in Deggingen - Liste von Sakralbauten in Deilingen - Liste von Sakralbauten in Deißlingen - Liste von Sakralbauten in Deizisau - Liste von Sakralbauten in Denkendorf - Liste von Sakralbauten in Denkingen - Liste von Sakralbauten in Denzlingen - Liste von Sakralbauten in Dettenhausen - Liste von Sakralbauten in Dettenheim - Liste von Sakralbauten in Dettighofen - Liste von Sakralbauten in Dettingen an der Erms - Liste von Sakralbauten in Dettingen an der Iller - Liste von Sakralbauten in Dettingen unter Teck - Liste von Sakralbauten in Dielheim - Liste von Sakralbauten in Dietenheim - Liste von Sakralbauten in Dietingen - Liste von Sakralbauten in Dischingen | - Liste von Sakralbauten in Ditzingen - Liste von Sakralbauten in Dobel - Liste von Sakralbauten in Dogern - Liste von Sakralbauten in Donaueschingen - Liste von Sakralbauten in Donzdorf - Liste von Sakralbauten in Dormettingen - Liste von Sakralbauten in Dornhan - Liste von Sakralbauten in Dornstadt - Liste von Sakralbauten in Dornstetten - Liste von Sakralbauten in Dörzbach - Liste von Sakralbauten in Dossenheim - Liste von Sakralbauten in Dotternhausen - Liste von Sakralbauten in Drackenstein - Liste von Sakralbauten in Dunningen - Liste von Sakralbauten in Durbach - Liste von Sakralbauten in Dürbheim - Liste von Sakralbauten in Durchhausen - Liste von Sakralbauten in Durlangen - Liste von Sakralbauten in Dürmentingen - Liste von Sakralbauten in Durmersheim - Liste von Sakralbauten in Dürnau (Lkr. Göppingen) - Liste von Sakralbauten in Dürnau (Lkr. Biberach) - Liste von Sakralbauten in Dußlingen |

### E
| - Liste von Sakralbauten in Ebenweiler - Liste von Sakralbauten in Eberbach - Liste von Sakralbauten in Eberdingen - Liste von Sakralbauten in Eberhardzell - Liste von Sakralbauten in Ebersbach an der Fils - Liste von Sakralbauten in Ebersbach-Musbach - Liste von Sakralbauten in Eberstadt - Liste von Sakralbauten in Ebhausen - Liste von Sakralbauten in Ebringen - Liste von Sakralbauten in Edingen-Neckarhausen - Liste von Sakralbauten in Efringen-Kirchen - Liste von Sakralbauten in Egenhausen - Liste von Sakralbauten in Egesheim - Liste von Sakralbauten in Eggenstein-Leopoldshafen - Liste von Sakralbauten in Eggingen - Liste von Sakralbauten in Ehingen (Donau) - Liste von Sakralbauten in Ehningen - Liste von Sakralbauten in Ehrenkirchen - Liste von Sakralbauten in Eichstegen - Liste von Sakralbauten in Eichstetten am Kaiserstuhl - Liste von Sakralbauten in Eigeltingen - Liste von Sakralbauten in Eimeldingen - Liste von Sakralbauten in Eisenbach (Hochschwarzwald) - Liste von Sakralbauten in Eisingen - Liste von Sakralbauten in Eislingen/Fils - Liste von Sakralbauten in Elchesheim-Illingen - Liste von Sakralbauten in Ellenberg - Liste von Sakralbauten in Ellhofen - Liste von Sakralbauten in Ellwangen (Jagst) - Liste von Sakralbauten in Elzach - Liste von Sakralbauten in Elztal - Liste von Sakralbauten in Emeringen - Liste von Sakralbauten in Emerkingen | - Liste von Sakralbauten in Emmendingen - Liste von Sakralbauten in Emmingen-Liptingen - Liste von Sakralbauten in Empfingen - Liste von Sakralbauten in Endingen am Kaiserstuhl - Liste von Sakralbauten in Engelsbrand - Liste von Sakralbauten in Engen - Liste von Sakralbauten in Engstingen - Liste von Sakralbauten in Eningen unter Achalm - Liste von Sakralbauten in Enzklösterle - Liste von Sakralbauten in Epfenbach - Liste von Sakralbauten in Epfendorf - Liste von Sakralbauten in Eppelheim - Liste von Sakralbauten in Eppingen - Liste von Sakralbauten in Erbach - Liste von Sakralbauten in Erdmannhausen - Liste von Sakralbauten in Eriskirch - Liste von Sakralbauten in Erkenbrechtsweiler - Liste von Sakralbauten in Erlenbach - Liste von Sakralbauten in Erlenmoos - Liste von Sakralbauten in Erligheim - Liste von Sakralbauten in Erolzheim - Liste von Sakralbauten in Ertingen - Liste von Sakralbauten in Eschach - Liste von Sakralbauten in Eschbach - Liste von Sakralbauten in Eschbronn - Liste von Sakralbauten in Eschelbronn - Liste von Sakralbauten in Eschenbach - Liste von Sakralbauten in Essingen - Liste von Sakralbauten in Esslingen am Neckar - Liste von Sakralbauten in Ettenheim - Liste von Sakralbauten in Ettlingen - Liste von Sakralbauten in Eutingen im Gäu |

### F
| - Liste von Sakralbauten in Fahrenbach - Liste von Sakralbauten in Feldberg (Schwarzwald) - Liste von Sakralbauten in Fellbach - Liste von Sakralbauten in Fichtenau - Liste von Sakralbauten in Fichtenberg - Liste von Sakralbauten in Filderstadt - Liste von Sakralbauten in Fischerbach - Liste von Sakralbauten in Fischingen - Liste von Sakralbauten in Flein - Liste von Sakralbauten in Fleischwangen - Liste von Sakralbauten in Fluorn-Winzeln - Liste von Sakralbauten in Forbach - Liste von Sakralbauten in Forchheim - Liste von Sakralbauten in Forchtenberg - Liste von Sakralbauten in Forst - Liste von Sakralbauten in Frankenhardt - Liste von Sakralbauten in Freiamt | - Liste von Sakralbauten in Freiberg am Neckar - Liste von Sakralbauten in Freiburg im Breisgau - Liste von Sakralbauten in Freudenberg - Liste von Sakralbauten in Freudenstadt - Liste von Sakralbauten in Freudental - Liste von Sakralbauten in Frickenhausen - Liste von Sakralbauten in Frickingen - Liste von Sakralbauten in Fridingen an der Donau - Liste von Sakralbauten in Friedenweiler - Liste von Sakralbauten in Friedrichshafen - Liste von Sakralbauten in Friesenheim - Liste von Sakralbauten in Friolzheim - Liste von Sakralbauten in Frittlingen - Liste von Sakralbauten in Fröhnd - Liste von Sakralbauten in Fronreute - Liste von Sakralbauten in Furtwangen im Schwarzwald |

### G
| - Liste von Sakralbauten in Gaggenau - Liste von Sakralbauten in Gaiberg - Liste von Sakralbauten in Gaienhofen - Liste von Sakralbauten in Gaildorf - Liste von Sakralbauten in Gailingen am Hochrhein - Liste von Sakralbauten in Gammelshausen - Liste von Sakralbauten in Gammertingen - Liste von Sakralbauten in Gärtringen - Liste von Sakralbauten in Gäufelden - Liste von Sakralbauten in Gechingen - Liste von Sakralbauten in Geisingen - Liste von Sakralbauten in Geislingen (b. Balingen) - Liste von Sakralbauten in Geislingen an der Steige - Liste von Sakralbauten in Gemmingen - Liste von Sakralbauten in Gemmrigheim - Liste von Sakralbauten in Gengenbach - Liste von Sakralbauten in Gerabronn - Liste von Sakralbauten in Gerlingen - Liste von Sakralbauten in Gernsbach - Liste von Sakralbauten in Gerstetten - Liste von Sakralbauten in Giengen an der Brenz - Liste von Sakralbauten in Gingen an der Fils - Liste von Sakralbauten in Glatten - Liste von Sakralbauten in Glottertal - Liste von Sakralbauten in Göggingen - Liste von Sakralbauten in Gomadingen - Liste von Sakralbauten in Gomaringen - Liste von Sakralbauten in Gondelsheim - Liste von Sakralbauten in Göppingen - Liste von Sakralbauten in Görwihl | - Liste von Sakralbauten in Gosheim - Liste von Sakralbauten in Gottenheim - Liste von Sakralbauten in Gottmadingen - Liste von Sakralbauten in Graben-Neudorf - Liste von Sakralbauten in Grabenstetten - Liste von Sakralbauten in Grafenau - Liste von Sakralbauten in Grafenberg - Liste von Sakralbauten in Grafenhausen - Liste von Sakralbauten in Grenzach-Wyhlen - Liste von Sakralbauten in Griesingen - Liste von Sakralbauten in Grömbach - Liste von Sakralbauten in Großbettlingen - Liste von Sakralbauten in Großbottwar - Liste von Sakralbauten in Grosselfingen - Liste von Sakralbauten in Großerlach - Liste von Sakralbauten in Großrinderfeld - Liste von Sakralbauten in Gruibingen - Liste von Sakralbauten in Grundsheim - Liste von Sakralbauten in Grünkraut - Liste von Sakralbauten in Grünsfeld - Liste von Sakralbauten in Gschwend - Liste von Sakralbauten in Guggenhausen - Liste von Sakralbauten in Güglingen - Liste von Sakralbauten in Gundelfingen - Liste von Sakralbauten in Gundelsheim - Liste von Sakralbauten in Gunningen - Liste von Sakralbauten in Gutach im Breisgau - Liste von Sakralbauten in Gutach (Schwarzwaldbahn) - Liste von Sakralbauten in Gütenbach - Liste von Sakralbauten in Gutenzell-Hürbel |

### H
| - Liste von Sakralbauten in Häg-Ehrsberg - Liste von Sakralbauten in Hagnau am Bodensee - Liste von Sakralbauten in Haigerloch - Liste von Sakralbauten in Haiterbach - Liste von Sakralbauten in Hambrücken - Liste von Sakralbauten in Hardheim - Liste von Sakralbauten in Hardt - Liste von Sakralbauten in Hardthausen am Kocher - Liste von Sakralbauten in Hartheim am Rhein - Liste von Sakralbauten in Hasel - Liste von Sakralbauten in Haslach im Kinzigtal - Liste von Sakralbauten in Haßmersheim - Liste von Sakralbauten in Hattenhofen - Liste von Sakralbauten in Hausach - Liste von Sakralbauten in Hausen am Bussen - Liste von Sakralbauten in Hausen am Tann - Liste von Sakralbauten in Hausen im Wiesental - Liste von Sakralbauten in Hausen ob Verena - Liste von Sakralbauten in Häusern - Liste von Sakralbauten in Hayingen - Liste von Sakralbauten in Hechingen - Liste von Sakralbauten in Heddesbach - Liste von Sakralbauten in Heddesheim - Liste von Sakralbauten in Heidelberg - Liste von Sakralbauten in Heidenheim an der Brenz - Liste von Sakralbauten in Heilbronn - Liste von Sakralbauten in Heiligenberg - Liste von Sakralbauten in Heiligkreuzsteinach - Liste von Sakralbauten in Heimsheim - Liste von Sakralbauten in Heiningen - Liste von Sakralbauten in Heitersheim - Liste von Sakralbauten in Helmstadt-Bargen - Liste von Sakralbauten in Hemmingen - Liste von Sakralbauten in Hemsbach - Liste von Sakralbauten in Herbertingen - Liste von Sakralbauten in Herbolzheim - Liste von Sakralbauten in Herbrechtingen - Liste von Sakralbauten in Herdwangen-Schönach - Liste von Sakralbauten in Hermaringen - Liste von Sakralbauten in Heroldstatt | - Liste von Sakralbauten in Herrenberg - Liste von Sakralbauten in Herrischried - Liste von Sakralbauten in Hessigheim - Liste von Sakralbauten in Hettingen - Liste von Sakralbauten in Heubach - Liste von Sakralbauten in Heuchlingen - Liste von Sakralbauten in Heuweiler - Liste von Sakralbauten in Hildrizhausen - Liste von Sakralbauten in Hilzingen - Liste von Sakralbauten in Hinterzarten - Liste von Sakralbauten in Hirrlingen - Liste von Sakralbauten in Hirschberg an der Bergstraße - Liste von Sakralbauten in Hochdorf (Lkr. Esslingen) - Liste von Sakralbauten in Hochdorf (Lkr. Biberach) - Liste von Sakralbauten in Höchenschwand - Liste von Sakralbauten in Hockenheim - Liste von Sakralbauten in Höfen an der Enz - Liste von Sakralbauten in Hofstetten - Liste von Sakralbauten in Hohberg - Liste von Sakralbauten in Hohenfels - Liste von Sakralbauten in Hohenstadt - Liste von Sakralbauten in Hohenstein - Liste von Sakralbauten in Hohentengen - Liste von Sakralbauten in Hohentengen am Hochrhein - Liste von Sakralbauten in Holzgerlingen - Liste von Sakralbauten in Holzkirch - Liste von Sakralbauten in Holzmaden - Liste von Sakralbauten in Höpfingen - Liste von Sakralbauten in Horb am Neckar - Liste von Sakralbauten in Horben - Liste von Sakralbauten in Horgenzell - Liste von Sakralbauten in Hornberg - Liste von Sakralbauten in Hoßkirch - Liste von Sakralbauten in Hüffenhardt - Liste von Sakralbauten in Hüfingen - Liste von Sakralbauten in Hügelsheim - Liste von Sakralbauten in Hülben - Liste von Sakralbauten in Hüttisheim - Liste von Sakralbauten in Hüttlingen |

### I
| - Liste von Sakralbauten in Ibach - Liste von Sakralbauten in Iffezheim - Liste von Sakralbauten in Igersheim - Liste von Sakralbauten in Iggingen - Liste von Sakralbauten in Ihringen - Liste von Sakralbauten in Illerkirchberg - Liste von Sakralbauten in Illerrieden - Liste von Sakralbauten in Illingen - Liste von Sakralbauten in Illmensee - Liste von Sakralbauten in Ilsfeld - Liste von Sakralbauten in Ilshofen - Liste von Sakralbauten in Ilvesheim | - Liste von Sakralbauten in Immendingen - Liste von Sakralbauten in Immenstaad am Bodensee - Liste von Sakralbauten in Ingelfingen - Liste von Sakralbauten in Ingersheim - Liste von Sakralbauten in Ingoldingen - Liste von Sakralbauten in Inzigkofen - Liste von Sakralbauten in Inzlingen - Liste von Sakralbauten in Irndorf - Liste von Sakralbauten in Isny im Allgäu - Liste von Sakralbauten in Ispringen - Liste von Sakralbauten in Ittlingen |

### J
| - Liste von Sakralbauten in Jagsthausen - Liste von Sakralbauten in Jagstzell - Liste von Sakralbauten in Jestetten | - Liste von Sakralbauten in Jettingen - Liste von Sakralbauten in Jungingen |

### K
| - Liste von Sakralbauten in Kaisersbach - Liste von Sakralbauten in Kämpfelbach - Liste von Sakralbauten in Kandern - Liste von Sakralbauten in Kanzach - Liste von Sakralbauten in Kappel-Grafenhausen - Liste von Sakralbauten in Kappelrodeck - Liste von Sakralbauten in Karlsbad - Liste von Sakralbauten in Karlsdorf-Neuthard - Liste von Sakralbauten in Karlsruhe - Liste von Sakralbauten in Kehl - Liste von Sakralbauten in Keltern - Liste von Sakralbauten in Kenzingen - Liste von Sakralbauten in Kernen im Remstal - Liste von Sakralbauten in Ketsch - Liste von Sakralbauten in Kieselbronn - Liste von Sakralbauten in Kippenheim - Liste von Sakralbauten in Kirchardt - Liste von Sakralbauten in Kirchberg an der Iller - Liste von Sakralbauten in Kirchberg an der Jagst - Liste von Sakralbauten in Kirchberg an der Murr - Liste von Sakralbauten in Kirchdorf an der Iller - Liste von Sakralbauten in Kirchentellinsfurt - Liste von Sakralbauten in Kirchheim am Neckar - Liste von Sakralbauten in Kirchheim am Ries - Liste von Sakralbauten in Kirchheim unter Teck - Liste von Sakralbauten in Kirchzarten - Liste von Sakralbauten in Kißlegg - Liste von Sakralbauten in Kleines Wiesental - Liste von Sakralbauten in Klettgau | - Liste von Sakralbauten in Knittlingen - Liste von Sakralbauten in Kohlberg - Liste von Sakralbauten in Kolbingen - Liste von Sakralbauten in Köngen - Liste von Sakralbauten in Königheim - Liste von Sakralbauten in Königsbach-Stein - Liste von Sakralbauten in Königsbronn - Liste von Sakralbauten in Königseggwald - Liste von Sakralbauten in Königsfeld im Schwarzwald - Liste von Sakralbauten in Königsheim - Liste von Sakralbauten in Konstanz - Liste von Sakralbauten in Korb - Liste von Sakralbauten in Korntal-Münchingen - Liste von Sakralbauten in Kornwestheim - Liste von Sakralbauten in Kraichtal - Liste von Sakralbauten in Krauchenwies - Liste von Sakralbauten in Krautheim - Liste von Sakralbauten in Kreßberg - Liste von Sakralbauten in Kressbronn am Bodensee - Liste von Sakralbauten in Kronau - Liste von Sakralbauten in Kuchen - Liste von Sakralbauten in Külsheim - Liste von Sakralbauten in Künzelsau - Liste von Sakralbauten in Kupferzell - Liste von Sakralbauten in Kuppenheim - Liste von Sakralbauten in Kürnbach - Liste von Sakralbauten in Küssaberg - Liste von Sakralbauten in Kusterdingen |

### L
| - Liste von Sakralbauten in Ladenburg - Liste von Sakralbauten in Lahr/Schwarzwald - Liste von Sakralbauten in Laichingen - Liste von Sakralbauten in Langenargen - Liste von Sakralbauten in Langenau - Liste von Sakralbauten in Langenbrettach - Liste von Sakralbauten in Langenburg - Liste von Sakralbauten in Langenenslingen - Liste von Sakralbauten in Lauchheim - Liste von Sakralbauten in Lauchringen - Liste von Sakralbauten in Lauda-Königshofen - Liste von Sakralbauten in Laudenbach - Liste von Sakralbauten in Lauf - Liste von Sakralbauten in Laufenburg (Baden) - Liste von Sakralbauten in Lauffen am Neckar - Liste von Sakralbauten in Laupheim - Liste von Sakralbauten in Lautenbach - Liste von Sakralbauten in Lauterach - Liste von Sakralbauten in Lauterbach - Liste von Sakralbauten in Lauterstein - Liste von Sakralbauten in Lehrensteinsfeld - Liste von Sakralbauten in Leibertingen - Liste von Sakralbauten in Leimen - Liste von Sakralbauten in Leinfelden-Echterdingen | - Liste von Sakralbauten in Leingarten - Liste von Sakralbauten in Leinzell - Liste von Sakralbauten in Lenningen - Liste von Sakralbauten in Lenzkirch - Liste von Sakralbauten in Leonberg - Liste von Sakralbauten in Leutenbach - Liste von Sakralbauten in Leutkirch im Allgäu - Liste von Sakralbauten in Lichtenau - Liste von Sakralbauten in Lichtenstein - Liste von Sakralbauten in Lichtenwald - Liste von Sakralbauten in Limbach - Liste von Sakralbauten in Linkenheim-Hochstetten - Liste von Sakralbauten in Lobbach - Liste von Sakralbauten in Löchgau - Liste von Sakralbauten in Loffenau - Liste von Sakralbauten in Löffingen - Liste von Sakralbauten in Lonsee - Liste von Sakralbauten in Lorch - Liste von Sakralbauten in Lörrach - Liste von Sakralbauten in Loßburg - Liste von Sakralbauten in Lottstetten - Liste von Sakralbauten in Löwenstein - Liste von Sakralbauten in Ludwigsburg |

### M
| - Liste von Sakralbauten in Magstadt - Liste von Sakralbauten in Mahlberg - Liste von Sakralbauten in Mahlstetten - Liste von Sakralbauten in Mainhardt - Liste von Sakralbauten in Malsburg-Marzell - Liste von Sakralbauten in Malsch (Lkr. Karlsruhe) - Liste von Sakralbauten in Malsch (Rhein-Neckar-Kreis) - Liste von Sakralbauten in Malterdingen - Liste von Sakralbauten in Mannheim - Liste von Sakralbauten in Marbach am Neckar - Liste von Sakralbauten in March - Liste von Sakralbauten in Markdorf - Liste von Sakralbauten in Markgröningen - Liste von Sakralbauten in Marxzell - Liste von Sakralbauten in Maselheim - Liste von Sakralbauten in Massenbachhausen - Liste von Sakralbauten in Mauer - Liste von Sakralbauten in Maulbronn - Liste von Sakralbauten in Maulburg - Liste von Sakralbauten in Meckenbeuren - Liste von Sakralbauten in Meckesheim - Liste von Sakralbauten in Meersburg - Liste von Sakralbauten in Mehrstetten - Liste von Sakralbauten in Meißenheim - Liste von Sakralbauten in Mengen - Liste von Sakralbauten in Merdingen - Liste von Sakralbauten in Merklingen - Liste von Sakralbauten in Merzhausen - Liste von Sakralbauten in Meßkirch - Liste von Sakralbauten in Meßstetten - Liste von Sakralbauten in Metzingen - Liste von Sakralbauten in Michelbach an der Bilz - Liste von Sakralbauten in Michelfeld | - Liste von Sakralbauten in Mietingen - Liste von Sakralbauten in Mittelbiberach - Liste von Sakralbauten in Möckmühl - Liste von Sakralbauten in Mögglingen - Liste von Sakralbauten in Möglingen - Liste von Sakralbauten in Mönchweiler - Liste von Sakralbauten in Mönsheim - Liste von Sakralbauten in Moos - Liste von Sakralbauten in Moosburg - Liste von Sakralbauten in Mosbach - Liste von Sakralbauten in Mössingen - Liste von Sakralbauten in Mötzingen - Liste von Sakralbauten in Mudau - Liste von Sakralbauten in Muggensturm - Liste von Sakralbauten in Mühlacker - Liste von Sakralbauten in Mühlenbach - Liste von Sakralbauten in Mühlhausen (Kraichgau) - Liste von Sakralbauten in Mühlhausen im Täle - Liste von Sakralbauten in Mühlhausen-Ehingen - Liste von Sakralbauten in Mühlheim an der Donau - Liste von Sakralbauten in Mühlingen - Liste von Sakralbauten in Mulfingen - Liste von Sakralbauten in Müllheim - Liste von Sakralbauten in Mundelsheim - Liste von Sakralbauten in Munderkingen - Liste von Sakralbauten in Münsingen - Liste von Sakralbauten im Gutsbezirk Münsingen (gmdfr. Gebiet) - Liste von Sakralbauten in Münstertal/Schwarzwald - Liste von Sakralbauten in Murg - Liste von Sakralbauten in Murr - Liste von Sakralbauten in Murrhardt - Liste von Sakralbauten in Mutlangen |

### N
| - Liste von Sakralbauten in Nagold - Liste von Sakralbauten in Nattheim - Liste von Sakralbauten in Neckarbischofsheim - Liste von Sakralbauten in Neckargemünd - Liste von Sakralbauten in Neckargerach - Liste von Sakralbauten in Neckarsulm - Liste von Sakralbauten in Neckartailfingen - Liste von Sakralbauten in Neckartenzlingen - Liste von Sakralbauten in Neckarwestheim - Liste von Sakralbauten in Neckarzimmern - Liste von Sakralbauten in Neenstetten - Liste von Sakralbauten in Nehren - Liste von Sakralbauten in Neidenstein - Liste von Sakralbauten in Neidlingen - Liste von Sakralbauten in Nellingen - Liste von Sakralbauten in Nerenstetten - Liste von Sakralbauten in Neresheim - Liste von Sakralbauten in Neubulach - Liste von Sakralbauten in Neudenau - Liste von Sakralbauten in Neuenbürg - Liste von Sakralbauten in Neuenburg am Rhein - Liste von Sakralbauten in Neuenstadt am Kocher - Liste von Sakralbauten in Neuenstein - Liste von Sakralbauten in Neuffen | - Liste von Sakralbauten in Neufra - Liste von Sakralbauten in Neuhausen (Enzkreis) - Liste von Sakralbauten in Neuhausen auf den Fildern - Liste von Sakralbauten in Neuhausen ob Eck - Liste von Sakralbauten in Neukirch - Liste von Sakralbauten in Neuler - Liste von Sakralbauten in Neulingen - Liste von Sakralbauten in Neulußheim - Liste von Sakralbauten in Neunkirchen - Liste von Sakralbauten in Neuried - Liste von Sakralbauten in Neustetten - Liste von Sakralbauten in Neuweiler - Liste von Sakralbauten in Niedereschach - Liste von Sakralbauten in Niedernhall - Liste von Sakralbauten in Niederstetten - Liste von Sakralbauten in Niederstotzingen - Liste von Sakralbauten in Niefern-Öschelbronn - Liste von Sakralbauten in Nordheim - Liste von Sakralbauten in Nordrach - Liste von Sakralbauten in Notzingen - Liste von Sakralbauten in Nufringen - Liste von Sakralbauten in Nürtingen - Liste von Sakralbauten in Nusplingen - Liste von Sakralbauten in Nußloch |

### O
| - Liste von Sakralbauten in Oberboihingen - Liste von Sakralbauten in Oberderdingen - Liste von Sakralbauten in Oberdischingen - Liste von Sakralbauten in Obergröningen - Liste von Sakralbauten in Oberharmersbach - Liste von Sakralbauten in Oberhausen-Rheinhausen - Liste von Sakralbauten in Oberkirch - Liste von Sakralbauten in Oberkochen - Liste von Sakralbauten in Obermarchtal - Liste von Sakralbauten in Oberndorf am Neckar - Liste von Sakralbauten in Obernheim - Liste von Sakralbauten in Oberreichenbach - Liste von Sakralbauten in Oberried - Liste von Sakralbauten in Oberriexingen - Liste von Sakralbauten in Oberrot - Liste von Sakralbauten in Obersontheim - Liste von Sakralbauten in Oberstadion - Liste von Sakralbauten in Oberstenfeld - Liste von Sakralbauten in Obersulm - Liste von Sakralbauten in Oberteuringen - Liste von Sakralbauten in Oberwolfach - Liste von Sakralbauten in Obrigheim - Liste von Sakralbauten in Ochsenhausen - Liste von Sakralbauten in Oedheim - Liste von Sakralbauten in Offenau - Liste von Sakralbauten in Offenburg | - Liste von Sakralbauten in Ofterdingen - Liste von Sakralbauten in Oftersheim - Liste von Sakralbauten in Oggelshausen - Liste von Sakralbauten in Ohlsbach - Liste von Sakralbauten in Ohmden - Liste von Sakralbauten in Öhningen - Liste von Sakralbauten in Öhringen - Liste von Sakralbauten in Ölbronn-Dürrn - Liste von Sakralbauten in Öllingen - Liste von Sakralbauten in Öpfingen - Liste von Sakralbauten in Oppenau - Liste von Sakralbauten in Oppenweiler - Liste von Sakralbauten in Orsingen-Nenzingen - Liste von Sakralbauten in Ortenberg - Liste von Sakralbauten in Ostelsheim - Liste von Sakralbauten in Osterburken - Liste von Sakralbauten in Ostfildern - Liste von Sakralbauten in Ostrach - Liste von Sakralbauten in Östringen - Liste von Sakralbauten in Ötigheim - Liste von Sakralbauten in Ötisheim - Liste von Sakralbauten in Ottenbach - Liste von Sakralbauten in Ottenhöfen im Schwarzwald - Liste von Sakralbauten in Ottersweier - Liste von Sakralbauten in Owen - Liste von Sakralbauten in Owingen |

### P
| - Liste von Sakralbauten in Pfaffenhofen - Liste von Sakralbauten in Pfaffenweiler - Liste von Sakralbauten in Pfalzgrafenweiler - Liste von Sakralbauten in Pfedelbach - Liste von Sakralbauten in Pfinztal - Liste von Sakralbauten in Pforzheim - Liste von Sakralbauten in Pfronstetten - Liste von Sakralbauten in Pfullendorf | - Liste von Sakralbauten in Pfullingen - Liste von Sakralbauten in Philippsburg - Liste von Sakralbauten in Plankstadt - Liste von Sakralbauten in Pleidelsheim - Liste von Sakralbauten in Pliezhausen - Liste von Sakralbauten in Plochingen - Liste von Sakralbauten in Plüderhausen |

### R
| - Liste von Sakralbauten in Radolfzell am Bodensee - Liste von Sakralbauten in Rainau - Liste von Sakralbauten in Rammingen - Liste von Sakralbauten in Rangendingen - Liste von Sakralbauten in Rastatt - Liste von Sakralbauten in Ratshausen - Liste von Sakralbauten in Rauenberg - Liste von Sakralbauten in Ravensburg - Liste von Sakralbauten in Ravenstein - Liste von Sakralbauten in Rechberghausen - Liste von Sakralbauten in Rechtenstein - Liste von Sakralbauten in Reichartshausen - Liste von Sakralbauten in Reichenau - Liste von Sakralbauten in Reichenbach an der Fils - Liste von Sakralbauten in Reichenbach am Heuberg - Liste von Sakralbauten in Reilingen - Liste von Sakralbauten in Remchingen - Liste von Sakralbauten in Remseck am Neckar - Liste von Sakralbauten in Remshalden - Liste von Sakralbauten in Renchen - Liste von Sakralbauten in Renningen - Liste von Sakralbauten in Renquishausen - Liste von Sakralbauten in Reute - Liste von Sakralbauten in Reutlingen - Liste von Sakralbauten in Rheinau - Liste von Sakralbauten in Rheinau (gemdfr. Gebiet) - Liste von Sakralbauten in Rheinfelden (Baden) - Liste von Sakralbauten in Rheinhausen | - Liste von Sakralbauten in Rheinmünster - Liste von Sakralbauten in Rheinstetten - Liste von Sakralbauten in Rickenbach - Liste von Sakralbauten in Riederich - Liste von Sakralbauten in Riedhausen - Liste von Sakralbauten in Riedlingen - Liste von Sakralbauten in Riegel am Kaiserstuhl - Liste von Sakralbauten in Rielasingen-Worblingen - Liste von Sakralbauten in Riesbürg - Liste von Sakralbauten in Rietheim-Weilheim - Liste von Sakralbauten in Ringsheim - Liste von Sakralbauten in Rohrdorf - Liste von Sakralbauten in Roigheim - Liste von Sakralbauten in Römerstein - Liste von Sakralbauten in Rosenberg (Baden) - Liste von Sakralbauten in Rosenberg (Württemberg) - Liste von Sakralbauten in Rosenfeld - Liste von Sakralbauten in Rosengarten - Liste von Sakralbauten in Rot am See - Liste von Sakralbauten in Rot an der Rot - Liste von Sakralbauten in Rottenacker - Liste von Sakralbauten in Rottenburg am Neckar - Liste von Sakralbauten in Rottweil - Liste von Sakralbauten in Rudersberg - Liste von Sakralbauten in Rümmingen - Liste von Sakralbauten in Ruppertshofen - Liste von Sakralbauten in Rust - Liste von Sakralbauten in Rutesheim |

### S
| - Liste von Sakralbauten in Sachsenheim - Liste von Sakralbauten in Salach - Liste von Sakralbauten in Salem - Liste von Sakralbauten in Sandhausen - Liste von Sakralbauten in Sasbach (Ortenau) - Liste von Sakralbauten in Sasbach am Kaiserstuhl - Liste von Sakralbauten in Sasbachwalden - Liste von Sakralbauten in Satteldorf - Liste von Sakralbauten in Sauldorf - Liste von Sakralbauten in Schallbach - Liste von Sakralbauten in Schallstadt - Liste von Sakralbauten in Schechingen - Liste von Sakralbauten in Scheer - Liste von Sakralbauten in Schefflenz - Liste von Sakralbauten in Schelklingen - Liste von Sakralbauten in Schemmerhofen - Liste von Sakralbauten in Schenkenzell - Liste von Sakralbauten in Schiltach - Liste von Sakralbauten in Schlaitdorf - Liste von Sakralbauten in Schlat - Liste von Sakralbauten in Schliengen - Liste von Sakralbauten in Schlier - Liste von Sakralbauten in Schlierbach - Liste von Sakralbauten in Schluchsee - Liste von Sakralbauten in Schnürpflingen - Liste von Sakralbauten in Schömberg (Zollernalbkreis) - Liste von Sakralbauten in Schömberg (Lkr. Calw) - Liste von Sakralbauten in Schonach im Schwarzwald - Liste von Sakralbauten in Schönaich - Liste von Sakralbauten in Schönau (Odenwald) - Liste von Sakralbauten in Schönau im Schwarzwald - Liste von Sakralbauten in Schönbrunn - Liste von Sakralbauten in Schönenberg - Liste von Sakralbauten in Schöntal - Liste von Sakralbauten in Schönwald im Schwarzwald - Liste von Sakralbauten in Schopfheim - Liste von Sakralbauten in Schopfloch - Liste von Sakralbauten in Schorndorf - Liste von Sakralbauten in Schramberg - Liste von Sakralbauten in Schriesheim - Liste von Sakralbauten in Schrozberg - Liste von Sakralbauten in Schuttertal - Liste von Sakralbauten in Schutterwald - Liste von Sakralbauten in Schwäbisch Gmünd - Liste von Sakralbauten in Schwäbisch Hall - Liste von Sakralbauten in Schwaigern - Liste von Sakralbauten in Schwaikheim - Liste von Sakralbauten in Schwanau - Liste von Sakralbauten in Schwarzach - Liste von Sakralbauten in Schwendi - Liste von Sakralbauten in Schwenningen - Liste von Sakralbauten in Schwetzingen - Liste von Sakralbauten in Schwieberdingen - Liste von Sakralbauten in Schwörstadt - Liste von Sakralbauten in Seckach - Liste von Sakralbauten in Seebach - Liste von Sakralbauten in Seekirch - Liste von Sakralbauten in Seelbach | - Liste von Sakralbauten in Seewald - Liste von Sakralbauten in Seitingen-Oberflacht - Liste von Sakralbauten in Sersheim - Liste von Sakralbauten in Setzingen - Liste von Sakralbauten in Sexau - Liste von Sakralbauten in Siegelsbach - Liste von Sakralbauten in Sigmaringen - Liste von Sakralbauten in Sigmaringendorf - Liste von Sakralbauten in Simmersfeld - Liste von Sakralbauten in Simmozheim - Liste von Sakralbauten in Simonswald - Liste von Sakralbauten in Sindelfingen - Liste von Sakralbauten in Singen (Hohentwiel) - Liste von Sakralbauten in Sinsheim - Liste von Sakralbauten in Sinzheim - Liste von Sakralbauten in Sipplingen - Liste von Sakralbauten in Sölden - Liste von Sakralbauten in Sonnenbühl - Liste von Sakralbauten in Sontheim an der Brenz - Liste von Sakralbauten in Spaichingen - Liste von Sakralbauten in Spechbach - Liste von Sakralbauten in Spiegelberg - Liste von Sakralbauten in Spraitbach - Liste von Sakralbauten in St. Blasien - Liste von Sakralbauten in St. Georgen im Schwarzwald - Liste von Sakralbauten in St. Johann - Liste von Sakralbauten in St. Leon-Rot - Liste von Sakralbauten in St. Märgen - Liste von Sakralbauten in St. Peter - Liste von Sakralbauten in Staig - Liste von Sakralbauten in Starzach - Liste von Sakralbauten in Staufen im Breisgau - Liste von Sakralbauten in Stegen - Liste von Sakralbauten in Steinach - Liste von Sakralbauten in Steinen - Liste von Sakralbauten in Steinenbronn - Liste von Sakralbauten in Steinhausen an der Rottum - Liste von Sakralbauten in Steinheim am Albuch - Liste von Sakralbauten in Steinheim an der Murr - Liste von Sakralbauten in Steinmauern - Liste von Sakralbauten in Steißlingen - Liste von Sakralbauten in Sternenfels - Liste von Sakralbauten in Stetten (Bodenseekreis) - Liste von Sakralbauten in Stetten am kalten Markt - Liste von Sakralbauten in Stimpfach - Liste von Sakralbauten in Stockach - Liste von Sakralbauten in Stödtlen - Liste von Sakralbauten in Straßberg - Liste von Sakralbauten in Straubenhardt - Liste von Sakralbauten in Stühlingen - Liste von Sakralbauten in Stutensee - Liste von Sakralbauten in Stuttgart - Liste von Sakralbauten in Sulz am Neckar - Liste von Sakralbauten in Sulzbach an der Murr - Liste von Sakralbauten in Sulzbach-Laufen - Liste von Sakralbauten in Sulzburg - Liste von Sakralbauten in Sulzfeld - Liste von Sakralbauten in Süßen |

### T
| - Liste von Sakralbauten in Täferrot - Liste von Sakralbauten in Talheim (Lkr. Heilbronn) - Liste von Sakralbauten in Talheim (Lkr. Tuttlingen) - Liste von Sakralbauten in Tamm - Liste von Sakralbauten in Tannhausen - Liste von Sakralbauten in Tannheim - Liste von Sakralbauten in Tauberbischofsheim - Liste von Sakralbauten in Tengen - Liste von Sakralbauten in Teningen - Liste von Sakralbauten in Tettnang - Liste von Sakralbauten in Tiefenbach | - Liste von Sakralbauten in Tiefenbronn - Liste von Sakralbauten in Titisee-Neustadt - Liste von Sakralbauten in Todtmoos - Liste von Sakralbauten in Todtnau - Liste von Sakralbauten in Triberg im Schwarzwald - Liste von Sakralbauten in Trochtelfingen - Liste von Sakralbauten in Trossingen - Liste von Sakralbauten in Tübingen - Liste von Sakralbauten in Tunau - Liste von Sakralbauten in Tuningen - Liste von Sakralbauten in Tuttlingen |

### U
| - Liste von Sakralbauten in Überlingen - Liste von Sakralbauten in Ubstadt-Weiher - Liste von Sakralbauten in Uhingen - Liste von Sakralbauten in Uhldingen-Mühlhofen - Liste von Sakralbauten in Ühlingen-Birkendorf - Liste von Sakralbauten in Ulm - Liste von Sakralbauten in Umkirch - Liste von Sakralbauten in Ummendorf - Liste von Sakralbauten in Unlingen - Liste von Sakralbauten in Untereisesheim - Liste von Sakralbauten in Unterensingen - Liste von Sakralbauten in Untergruppenbach | - Liste von Sakralbauten in Unterkirnach - Liste von Sakralbauten in Untermarchtal - Liste von Sakralbauten in Untermünkheim - Liste von Sakralbauten in Unterreichenbach - Liste von Sakralbauten in Unterschneidheim - Liste von Sakralbauten in Unterstadion - Liste von Sakralbauten in Unterwachingen - Liste von Sakralbauten in Unterwaldhausen - Liste von Sakralbauten in Urbach - Liste von Sakralbauten in Uttenweiler - Liste von Sakralbauten in Utzenfeld |

### V
| - Liste von Sakralbauten in Vaihingen an der Enz - Liste von Sakralbauten in Vellberg - Liste von Sakralbauten in Veringenstadt - Liste von Sakralbauten in Villingendorf - Liste von Sakralbauten in Villingen-Schwenningen - Liste von Sakralbauten in Vogt | - Liste von Sakralbauten in Vogtsburg im Kaiserstuhl - Liste von Sakralbauten in Vöhrenbach - Liste von Sakralbauten in Vöhringen - Liste von Sakralbauten in Volkertshausen - Liste von Sakralbauten in Vörstetten |

### W
| - Liste von Sakralbauten in Waghäusel - Liste von Sakralbauten in Waiblingen - Liste von Sakralbauten in Waibstadt - Liste von Sakralbauten in Wain - Liste von Sakralbauten in Wald - Liste von Sakralbauten in Waldachtal - Liste von Sakralbauten in Waldbronn - Liste von Sakralbauten in Waldbrunn - Liste von Sakralbauten in Waldburg - Liste von Sakralbauten in Walddorfhäslach - Liste von Sakralbauten in Waldenbuch - Liste von Sakralbauten in Waldenburg - Liste von Sakralbauten in Waldkirch - Liste von Sakralbauten in Waldshut-Tiengen - Liste von Sakralbauten in Waldstetten - Liste von Sakralbauten in Walheim - Liste von Sakralbauten in Walldorf - Liste von Sakralbauten in Walldürn - Liste von Sakralbauten in Wallhausen - Liste von Sakralbauten in Walzbachtal - Liste von Sakralbauten in Wangen (b. Göppingen) - Liste von Sakralbauten in Wangen im Allgäu - Liste von Sakralbauten in Wannweil - Liste von Sakralbauten in Warthausen - Liste von Sakralbauten in Wäschenbeuren - Liste von Sakralbauten in Wehingen - Liste von Sakralbauten in Wehr - Liste von Sakralbauten in Weidenstetten - Liste von Sakralbauten in Weikersheim - Liste von Sakralbauten in Weil am Rhein - Liste von Sakralbauten in Weil der Stadt - Liste von Sakralbauten in Weil im Schönbuch - Liste von Sakralbauten in Weilen unter den Rinnen - Liste von Sakralbauten in Weilheim (Baden) - Liste von Sakralbauten in Weilheim an der Teck - Liste von Sakralbauten in Weingarten (Baden) - Liste von Sakralbauten in Weingarten - Liste von Sakralbauten in Weinheim - Liste von Sakralbauten in Weinsberg - Liste von Sakralbauten in Weinstadt - Liste von Sakralbauten in Weisenbach - Liste von Sakralbauten in Weissach (Lkr. Böblingen) - Liste von Sakralbauten in Weissach im Tal | - Liste von Sakralbauten in Weißbach - Liste von Sakralbauten in Weisweil - Liste von Sakralbauten in Wellendingen - Liste von Sakralbauten in Welzheim - Liste von Sakralbauten in Wembach - Liste von Sakralbauten in Wendlingen am Neckar - Liste von Sakralbauten in Wernau (Neckar) - Liste von Sakralbauten in Werbach - Liste von Sakralbauten in Wertheim - Liste von Sakralbauten in Westerheim - Liste von Sakralbauten in Westerstetten - Liste von Sakralbauten in Westhausen - Liste von Sakralbauten in Widdern - Liste von Sakralbauten in Wieden - Liste von Sakralbauten in Wiernsheim - Liste von Sakralbauten in Wiesenbach - Liste von Sakralbauten in Wiesensteig - Liste von Sakralbauten in Wiesloch - Liste von Sakralbauten in Wildberg - Liste von Sakralbauten in Wilhelmsdorf - Liste von Sakralbauten in Wilhelmsfeld - Liste von Sakralbauten in Willstätt - Liste von Sakralbauten in Wimsheim - Liste von Sakralbauten in Winden im Elztal - Liste von Sakralbauten in Winnenden - Liste von Sakralbauten in Winterbach - Liste von Sakralbauten in Winterlingen - Liste von Sakralbauten in Wittighausen - Liste von Sakralbauten in Wittlingen - Liste von Sakralbauten in Wittnau - Liste von Sakralbauten in Wolfach - Liste von Sakralbauten in Wolfegg - Liste von Sakralbauten in Wolfschlugen - Liste von Sakralbauten in Wolpertshausen - Liste von Sakralbauten in Wolpertswende - Liste von Sakralbauten in Wörnersberg - Liste von Sakralbauten in Wört - Liste von Sakralbauten in Wurmberg - Liste von Sakralbauten in Wurmlingen - Liste von Sakralbauten in Wüstenrot - Liste von Sakralbauten in Wutach - Liste von Sakralbauten in Wutöschingen - Liste von Sakralbauten in Wyhl am Kaiserstuhl |

### Z
| - Liste von Sakralbauten in Zaberfeld - Liste von Sakralbauten in Zaisenhausen - Liste von Sakralbauten in Zell am Harmersbach - Liste von Sakralbauten in Zell im Wiesental - Liste von Sakralbauten in Zell unter Aichelberg - Liste von Sakralbauten in Zimmern ob Rottweil | - Liste von Sakralbauten in Zimmern unter der Burg - Liste von Sakralbauten in Zuzenhausen - Liste von Sakralbauten in Zweiflingen - Liste von Sakralbauten in Zwiefalten - Liste von Sakralbauten in Zwingenberg |